# Andrew George Latta McNaughton
Andrew George Latta McNaughton CH, CB, CMG, DSO, CD, PC, kanadski general in politik, * 25. februar 1887, † 11. julij 1966.
Med letoma 1922 in 1929 je bil namestnik načelnika Generalštaba Kanadske kopenske vojske in med letoma 1929 in 1935 pa načelnik Generalštaba Kanadske kopenske vojske.